# Dorog díszpolgárainak listája
Ez a szócikk Dorog város díszpolgárait sorolja fel.
- Bauer István (1993)
- Bauer János (1993)
- Bauer Márton (1993)
- Berberich József (1993)
- Binder Rudolf (1993)
- Buzánszky Jenő (1993) labdarúgó
- Erdő Péter (2004) bíboros, prímás
- Grosics Gyula (2001) labdarúgó
- Habsburg József (1927)

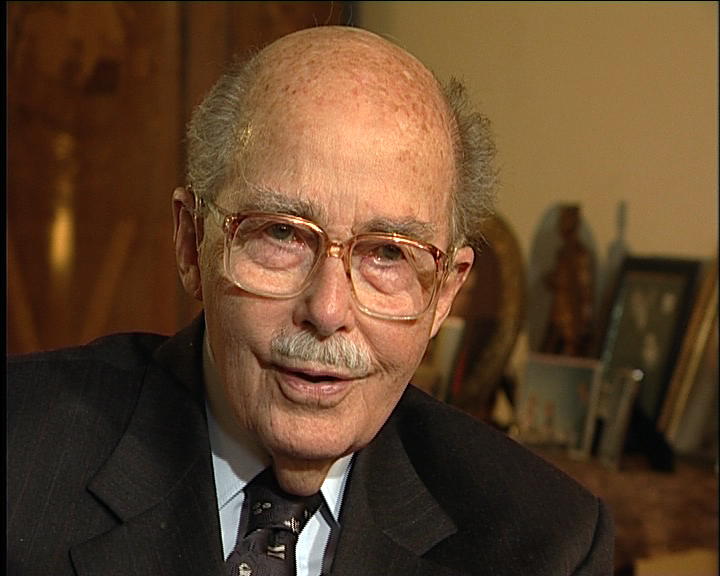
Habsburg Ottó

- Habsburg Ottó (1996) politikus, közíró
- Hagelmayer István (1995)
- Halbauer János (1993)
- Kárer József (1993)
- Hopp Ferenc (1993)
- Kitzing Mátyás (1993)
- Lencsés Sándor (1994)
- Máté János (1993)
- Oszwald Sándor (1993)
- Pfluger Sebestyén (1993)
- Puchner József (1993)
- Puchner János (1993)
- Puchner Márton (1993)
- Rittling József (1993)
- Salzinger János (1993)
- Salzinger József (1993)
- Schmidt Mihály (1993)
- Stein Ferenc (1993)
- Stein János (1993)[1]
- Till József (1993)
- Till Márton (1993)
- Trexler Béla (1993)
- Victor Vasarely (1984) festő
- Wágner Károly (1993)
- Wech Sebestyén (1993)
- Wech Ferenc (1993)